# Eunice (Bosporanska riket)
Eunice, död efter år 69, var en drottning av Bosporanska riket.  
Hennes bakgrund är okänd, förutom att hon anges ha varit en grekisk kvinna. Hon gifte sig med Tiberius Julius Cotys I, som var kung 45–63 e. Kr. Hennes make avsattes år 63 av kejsar Nero, som ockuperade Krim. Hon verkade sedan gemensamt med sin son för att återupprätta riket. Hon lyckades år 68 utverka Roms stöd för att återupprätta riket. Hon och hennes son Tiberius Julius Rhescuporis I besteg sedan tronen som samregenter. Hon är bekräftad som regent under åtminstone ett år. Hon nämns inte när hennes son avled och efterträddes av hennes sonson år 93, och bör alltså ha avlidit före det året.